# Pakiet biurowy Zoho
Pakiet biurowy Zoho – pakiet biurowy obejmujący edytor tekstu, arkusz kalkulacyjny, Wiki, CRM, bazy danych, narzędzia służące do tworzenia prezentacji, zapisywania notatek, zarządzania projektami, fakturowania oraz realizacji innych zadań. Jako że aplikacje Zoho działają w oparciu o sieć internetową, wszystkie funkcjonują niezależnie od systemu operacyjnego komputera.
Aplikacje te mogą być wykorzystywane do tworzenia różnych treści lub manewrowania plikami utworzonymi w innych, powszechnie używanych pakietach biurowych. Zoho może służyć do odczytu i zapisu plików w formatach wykorzystywanych przez Microsoft Office, OpenOffice.org oraz inne systemy. Programy w pakiecie mogą być wykorzystywane indywidualnie, lecz jeśli wykorzystywane są łącznie, użytkownicy uzyskują dodatkowe korzyści z integracji. Pliki z danymi (document) mogą zostać zapisane na serwerach Zoho, lub partnerów integracyjnych takich jak box.net lub Omnidrive, które umożliwiają synchronizację z komputerem lokalnym typu PC. Pomimo że zaawansowane funkcje niektórych z aplikacji, przykładowo Zoho CRM i Zoho Projekty, udostępniane są odpłatnie, Zoho zamierza utrzymać aplikacje poziomu podstawowego bez opłat. Jedna rejestracja wystarczy aby otrzymać dostęp do wszystkich produktów Zoho.
Zoho udostępniło Interfejs Programowania Aplikacji (API) dla sześciu swoich produktów: edytora tekstu Zoho Writer, arkusza kalkulacyjnego Zoho Sheet, Zoho Prezentacja, Zoho Kreator, Zoho Spotkanie oraz Zoho Organizer. Umożliwia to trzecim stronom tworzenie programów wykorzystujących serwisy Zoho. Zoho utworzyło wtyczkę integrującą Zoho z Microsoft Word oraz Excel, jak również wtyczkę w przeglądarce służącą do otwierania dokumentów tekstowych lub arkuszy kalkulacyjnych bez konieczności posiadania zainstalowanej na komputerze aplikacji edytora tekstu czy arkusza kalkulacyjnego. Stworzył również widżet pulpitu pozwalający użytkownikom na korzystanie z produktów Zoho na ich komputerach w sposób podobny do tradycyjnych programów typu office. W połączeniu z wprowadzeniem iPhone, Zoho opublikował wersję edytora tekstu Zoho Writer, arkusza kalkulacyjnego Zoho Sheet, oraz Zoho Prezentacje przeznaczoną do urządzeń mobilnych, nazywaną iZoho, dostępną na stronie iZoho.com. Zoho udostępnił również swoje aplikacje na Facebook po tym jak strona serwisu społecznościowego otworzyła swoje API.

## Komponenty

### Edytor Tekstu Zoho Writer
Zoho Writer to w pełni funkcjonalny procesor tekstu pozwalający na współpracę wielu użytkowników w tym samym czasie. Pozwala również na importowanie dokumentów utworzonych w różnych formatach, takich jak Microsoft Word (DOC, DOCX), OpenDocument dokumentów tekstowych (ODT), dokumentów tekstowych OpenOffice (SXW), plików HTML, RTF, JPG, GIF & PNG, osadzonych zdjęć ze stron takich jak Flickr lub Zooomr, filmów video z Youtube, Video itp., oraz publikowanie ich bezpośrednio na blogach. Edytor tekstu jest też wykorzystywany w kilku innych produktach Zoho. Edytor tekstu Zoho jest już dostępny w wielu różnych formatach, takich jak desktop widget, wtyczka dla Microsoft Word, serwis przechowywania danych online SteekR, i Facebook, oraz inne. Edytor tekstu Zoho jest jednym z pierwszych procesorów world dostępnych online, umożliwiających edycję w trybie online oraz offline, korzystający z wtyczki przeglądarki Google Gears. Edytor tekstu Zoho Writer początkowo pracował z 8 sekundowym opóźnieniem, lecz najnowsza wersja zapewnia powiadomienia z Zoho Chat w czasie rzeczywistym.

### Arkusz Kalkulacyjny Zoho Sheet
Arkusz kalkulacyjny Zoho Sheet jest to arkusz kalkulacyjny Pakietu Biurowego Zoho. Obsługuje większość standardowych funkcji arkusza kalkulacyjnego, zapewnia też kilka innowacyjnych dodatków, włączając w to automatyczne przetwarzanie danych zewnętrznych (RSS/ATOM), oraz możliwość publikowania wykresów na blogach lub innych stronach internetowych. Podobnie do edytora tekstów, umożliwia współpracę wielu użytkowników w tym samym czasie oraz integrację z innymi aplikacjami takimi jak Zoho Notatnik lub Zoho Kreator. Wtyczka dostępna w postaci widżetu pulpitu lub jako część serwisów online takich jak box.net i Facebook ułatwia integrację arkusza Zoho z Microsoft Excel.

### Zoho Raporty
Zoho Raporty stanowiący element Pakietu Biurowego Zoho, służy do tworzenia analitycznych baz danych oraz raportów dostępnych online. Umożliwia również "tworzenie wykresów, tabel przestawnych, konspektów oraz wielu innych rodzajów raportów w systemie [a] przeciągnij i upuść".

### Zoho Prezentacja
Zoho Show jest programem do tworzenia prezentacji dostępny online, pozwala użytkownikom na tworzenie prezentacji od podstaw (bardzo często taka jest właśnie potrzeba) oraz importowanie z zasobów w programach Microsoft PowerPoint (.ppt, .pps) lub OpenOffice (.odp, .sxi). Powstała prezentacja online może zostać udostępniona, osadzona na blogu lub stronie internetowej, odtworzona w formie pokazu slajdów oraz zmieniana przez kilku użytkowników jednocześnie. Zoho Prezentacja jest produktem wyróżniającym Pakiet Biurowy Zoho spośród konkurencyjnych pakietów, nie posiadających w swojej ofercie podobnych produktów do tworzenia prezentacji.

### Zoho Projekty
Zarządzanie projektami Zoho wspomaga zadania kreatywne, pozwala na przypisywanie terminów realizacji zadań ich właścicielom oraz śledzenie kamieni milowych; współpracuje z kalendarzem, wykresami Gantta, raportami, umożliwia udostępnianie danych i realizuje wszystkie standardowe funkcje oczekiwane od pakietu zarządzania projektami. Chociaż można debatować o zaletach indywidualnych aplikacji biurowych dostępnych online/offline, to zarządzanie projektami z definicji stanowi pracę grupową i naturalnie wpasowuje się w ideę pracy w sieci. Zoho Projects jest bezpłatne dla jednego projektu.

### Zoho CRM
Funkcjonalny system Zarządzanie relacjami z klientami. Wyposażony jest również w funkcje wykraczające poza standardowy CRM takie jak inwentaryzacje, dostawy, oraz pewne funkcje księgowe, stanowiące domenę aplikacji typu ERP. CRM oferuje integrację z pocztą e-mail, kampaniami mailowymi, telefonem komórkowym i innymi. Obecnie (2015) CRM może pobierać i wysyłać dane do 11 innych produktów Zoho (Books, Invoice, Creator, Reports, SalesIQ, Campaigns, Mail, Recruit, Support, Docs, Projects). CRM Zoho może być również zintegrowany poprzez API z produktami firm trzecich. Zoho CRM jest bezpłatny dla pierwszych 10 użytkowników a koszt wersji płatnych wynosi od 12 USD miesięcznie. Dostępna jest również Wersja Enterprise Zoho CRM w cenie 50 USD miesięcznie za jednego użytkownika.

### Zoho Kreator
Zoho Creator jest to baza danych dostępna online / dostosowane narzędzie rozwoju aplikacji, pozwalające użytkownikom na tworzenie średnio zaawansowanych procesów logicznych bez konieczności znajomości kodowania, poprzez proste przeciągnięcie i upuszczenie na ekranie elementów skryptu. Użytkownicy mogą importować dane z plików w formatach .xls, .csv, i .tsv oraz tworzyć różne formy od podstaw lub korzystając z gotowych szablonów.

### Zoho Wiki
Zoho Wiki to podstawowe WYSIWYG wiki pozwalające użytkownikom na tworzenie ich własnych stron internetowych. Obsługuje strony grupowe jak i pod strony, zapewniając cechy takie jak tagi, tabele z treścią, dostosowane tematy i wygląd oraz dostosowane CSS. Zoho Wiki może również służyć do połączenia i pracy z dokumentami utworzonymi przez użytkownika w innych aplikacjach Zoho, takich jak pokazy slajdów utworzone z Zoho Prezentacja.

### Zoho Planner
Zoho Planner to organizer dostępny w trybie online, z kalendarzem, stronami, listą zadań do wykonania oraz przypomnieniami email. Tak jak w przypadku wszystkich innych Produktów Zoho, również w przypadku Plannera grupy współpracujących ze sobą użytkowników mogą wspólnie korzystać z jego zasobów. Zoho Planner konkuruje z Microsoft Outlook a także bardziej bezpośrednio z Google Calendar.

### Zoho Notes
Zoho Notebook to funkcjonalna aplikacja umożliwiająca tworzenie zawartości na bazie wielu różnych typów danych. Zoho Notes jest nieco podobny do Microsoft OneNote lub Google Notebook, lecz zapewnia lepszą jakość obsługi treści multimedia. Użytkownicy mogą umieszczać w notesie teksty, obrazy, pliki video oraz audio, a następnie udostępnić cały notes, lub wybrane strony znajomym. Zoho Notes pozwala nawet na integrację dokumentów, kompletnych aplikacji oraz zawartości poprzez RSS. Zawartość notesu może zostać załadowana lub gathered z sieci z wykorzystaniem wtyczki Zoho Notes dla Mozilla Firefox lub Internet Explorer.

### Zoho Chat
Zoho Chat to aplikacja chat, która pozwala na osadzenie treści na stronach internetowych lub blog. Obsługuje również tradycyjne prywatne instant messaging.

### Zoho Mail
Poprzednio nazywany Pakietem Biurowym Zoho Zoho Mail to narzędzie do współpracy online groupware. Nazwa tej usługi została zmieniona na Zoho Mail, była bowiem błędnie interpretowana jako narzędzie integrujące usługi Zoho. Na platformie public beta, zapewnia takie funkcje jak email, kalendarz, zarządzanie dokumentami, zadaniami oraz treścią. Zoho Mail integruje również edytor tekstu Zoho Writer, arkusz kalkulacyjny Zoho Sheet oraz Zoho Prezentacja.

### Zoho Spotkanie
Jedno z opublikowanych w niedawnym czasie narzędzi Zoho, Zoho Meeting to aplikacja umożliwiająca prowadzenie konferencji za pośrednictwem internetu, pozwala uczestnikom wyświetlać konferencję w sieci. Aktualna wersja wymaga aby kreator konferencji korzystał z Microsoft Windows, lecz uczestnicy konferencji mogą korzystać z dowolnego systemu operacyjnego. Zoho Spotkanie pozwala uczestnikom na obserwację ekranu prezentera, korzystając z ActiveX, Flash, lub Java. Zoho Prezentacja oraz Zoho Chat zintegrowane są ze Spotkaniem, a uczestnicy mają możliwość kontrolowania ekranu prezentera. Podgląd Spotkania może również zostać osadzony na osobnej stronie internetowej, lub slajdzie aplikacji Zoho Prezentacja. Zoho Spotkanie jest aktualnie udostępniany na public beta, całkowicie bezpłatnie i oferuje wsparcie w trakcie pracy z aplikacją.

## Narzędzia
Zoho oferuje również usługi, niestanowiące integralnej części Pakietu Biurowego Zoho. Zoho Challenge to aplikacja wykorzystywana przez pracodawców do przeprowadzania testów oraz oceny potencjalnych pracowników. Jest dostępna online bez opłat dla maksymalnie 25 kandydatów. Zoho Polls to bezpłatne narzędzie online służące do przeprowadzania badań i ankiet, które może zostać osadzone na dowolnej stronie internetowej lub blogu. Natomiast 24x7 to narzędzie służące do monitoringu stron internetowych, bezpłatne dla dwóch stron internetowych.

## Narzędzia dla stron trzecich
Zoho zapewnia dla swoich aplikacji API, które umożliwiają tworzenie użyteczności dla stron trzecich. Jedna z nich to OpenOffice.org wtyczka umożliwiająca dostęp do dokumentów przechowywanych w edytorze tekstu Zoho Writer, arkuszu kalkulacyjnym Zoho Sheet oraz w aplikacji Zoho Prezentacja.